# Hydraena reticulositis
Hydraena reticulositis är en skalbaggsart som beskrevs av Perkins 2007. Hydraena reticulositis ingår i släktet Hydraena och familjen vattenbrynsbaggar. Inga underarter finns listade i Catalogue of Life.